# Tricommatus
Tricommatus is een geslacht van hooiwagens uit de familie Gonyleptidae.
De wetenschappelijke naam Tricommatus is voor het eerst geldig gepubliceerd door Roewer in 1912. 

## Soorten
Tricommatus omvat de volgende 2 soorten:
- Tricommatus brasiliensis
- Tricommatus fulvus